# 具志頭制縛致死事件
具志頭制縛致死事件（ぐしちゃんせいばくちしじけん）は、1907年（明治40年）5月18日に沖縄県島尻郡具志頭間切（現八重瀬町）で発生したリンチ殺人事件である。事件の発端は、1907年5月18日に具志頭間切の某村落で発生した盗難事件である。犯人を見つけるべく、村の掟である内法に基づく取調が開始された。
そんな杜撰な方法で、ある男性（50歳）が犯人とされた。
男性の惨殺後、村人たちは沖縄県警察部に「内法に基づく取り調べの結果、犯人が絶命した」と平然と届け出た。

## 参考資料
- 沖縄県警察史編さん委員会編『沖縄県警察史 第1巻（明治・大正編）』1990年
- 「歪んだ旧慣 - 制縛致死事件」、『沖縄 20世紀の光芒』琉球新報社より、p.59、2000年